# Censure en Italie
La censure en Italie est la censure qui s'applique aux moyens d'information, de divertissement et de presse en Italie.
En 2016, l'organisation Freedom House classe la presse italienne comme Partly Free (« partiellement libre »), tandis que dans son rapport 2015, Reporters sans frontières met l'Italie au 73e poste pour la liberté de la presse.

## Histoire

### Risorgimento

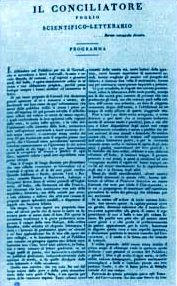
Il Conciliatore.

Pendant la période qui suit le congrès de Vienne (1814-1815), la monarchie contrôle activement la presse sur le territoire italien. Dans les capitales des nombreux petits États et dans les centres urbains plus importants, en général ne sortait qu'une feuille officielle de la monarchie, généralement intitulé gazzetta (« gazette »), qui servait à publier les lois ainsi qu'une chronique soigneusement choisie. À côté de ces publications officielles, on trouvait des périodiques littéraires et culturels, où pouvaient s'exprimer de nouvelles idées
La situation de la presse en Italie commence à changer avec la naissance de nombreuses feuilles clandestines, imprimées par des loges de Carbonari et par des mouvements révolutionnaires souterrains, qui conduiront aux mouvements insurrectionnels de 1820-1821. Dans la même période, il y a également une activité journalistique dans les milieux libéraux italiens.

### Royaume d'Italie
Les principes juridiques fondant la liberté de presse dans le royaume d'Italie figurent dans le statut albertin, loi fondamentale de l'Italie unitaire. Promulgué par Charles-Albert en 1848, ce statut est influencé par l'idée de despotisme éclairé issue du siècle des Lumières. L'article 28 du statut concerne explicitement la liberté de presse. Elle prévoit que la presse est libre, mais que la loi peut en « réprimer les abus ». La loi en question, du 26 mars de la même année, est connu sous le nom d'« édit albertin sur la presse ». Sont réprimées les atteintes à la religion et aux bonnes mœurs, les offenses au Roi, aux membres du Sénat et de la Chambre, aux chefs d'État étrangers et aux membres du corps diplomatique, la diffamation et les injures publiques. La loi prévoit un droit de réponse des personnes citées dans les articles, et d'obligation de publier les communiqués provenant de l'État.
La première loi qui institue une intervention de censure est la loi de 1913 relative aux projections cinématographiques. Cette loi interdit la représentation de spectacle obscènes, impressionnants, contraires à la décence, à la respectabilité, à l'ordre public, au prestige des institutions et des autorités. Le décret qui suit, en 1914, dresse la liste d'une longue série d'interdictions et transfère le pouvoir d'intervention des autorités locales de police au ministère de l'Intérieur. En 1920, un décret institue une commission, qui est entre autres chargée d'examiner préventivement les dialogues du film avant le début du tournage.

### Époque fasciste
La censure, pendant les vingt années de dictature fasciste (1922-1944), a limité la liberté de la presse et de radiodiffusion et la liberté d'expression. Elle n'a toutefois pas été créée par le régime fasciste et n'a pas pris fin avec celui-ci.
Elle faisait partie d'un dispositif de propagande et de surveillance qui cherchait à contrôler l'image publique du régime et à s'informer sur l'opinion publique. En parallèle, des archives nationales et locales fichaient chaque citoyen en notant ses idées, ses habitudes, ses amitiés et ses relations sexuelles.
La censure fasciste combattait tout contenu idéologique contraire au fascisme ou défaitiste. Le ministère de la Culture populaire assurait cette censure. Il était compétent sur les journaux, la radio, la littérature, le théâtre, le cinéma et toute autre forme de communication ou d'art. La distribution de livres d'idéologie marxiste a été interdite dès 1930. On a brûlé des livres à partir de 1938 : livres sur la culture juive, la franc-maçonnerie, le communisme. La police politique fasciste inspectait les bibliothèques.

### De l'après-guerre à nos jours

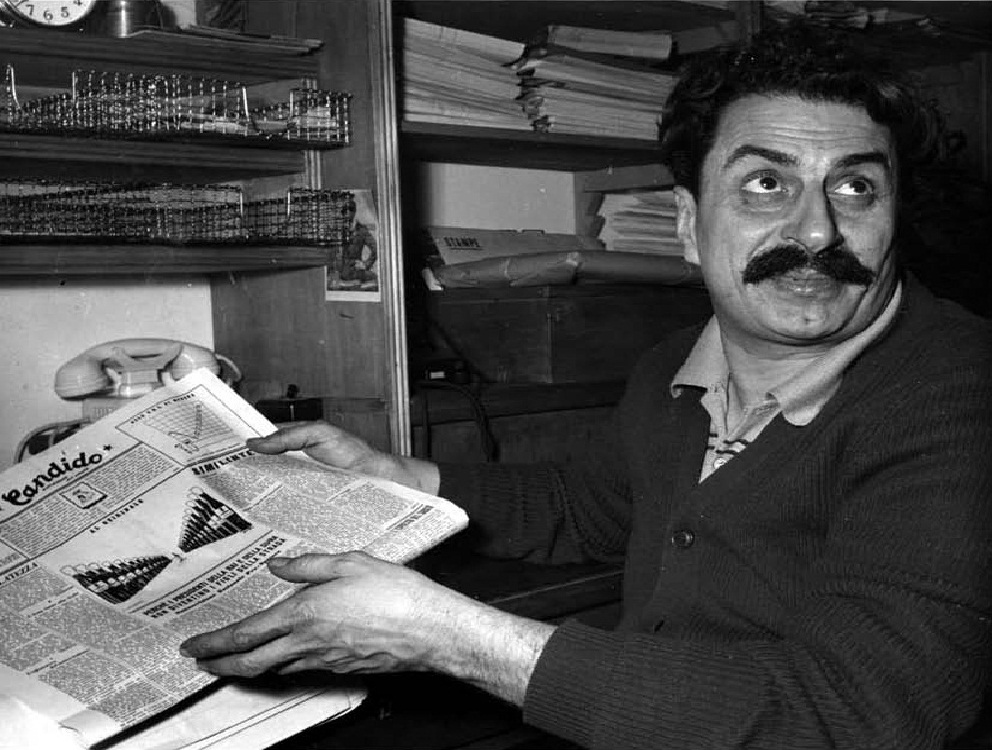
Giovannino Guareschi montre le numéro du Candido avec la fameuse illustration satirique

Lors de l'élaboration de la Constitution italienne, une large majorité des constituants avait conçu la liberté de la presse comme un des fondements du nouvel État démocratique. Dans l'article 21 de la constitution de la République italienne, les seules réserves concernent les bonnes mœurs.
Néanmoins, cet article a été interprété ensuite de façon restrictive comme la liberté de produire, sans censure préventive, des textes imprimés ; en ont été exclus les émissions radiophoniques et télévisées et le cinéma. Par ailleurs, des journalistes sont condamnés pour diffamation. C'est le cas par exemple de Giovannino Guareschi, condamné en 1950 à huit mois de prison avec sursis en tant que directeur de la publication, pour avoir publié une vignette où le chef de l'État, Luigi Einaudi, permettait que sa charge de sénateur figure sur des bouteilles de vin de sa production.
Le cinéma est soumis à la loi de 1962 sur la « révision des films et des travaux de théâtre », qui confirme le système de censure préventive avant projection ou exportation. Les commissions de censure sont appelées « commissions de révision cinématographique ».

## Situation actuelle
La censure est active en Italie. Elle n'est pas toujours l'effet d'une décision officielle, il y a en effet beaucoup d'auto-censure de la part des auteurs ou des diffuseurs (éditeurs, maisons de disque, chaînes de radio ou de télévision).
Ainsi, en musique, le morceau Prete (« prêtre ») de Simone Cristicchi, critique sur l'influence de l'Église catholique sur les personnes, est retirée par la maison de disque de l'album Fabbricante di canzoni de 2005. À la télévision, le 8 décembre 2008, la chaîne Rai 2 passe une version du film Le Secret de Brokeback Mountain amputée d'une scène de baiser entre deux hommes.
La télévision est fortement critiquée pour son manque d'indépendance qui a conduit par le passé à des auto-censures, en particulier en ce qui concerne la couverture des scandales autour de l'ancien président du Conseil Silvio Berlusconi. D'une part, la télévision d'État RAI peut être influencée directement par le premier ministre. D'autre part, le groupe privé Mediaset appartient à Silvio Berlusconi. Ainsi, en 2009, à la fois la RAI et Mediaset ont refusé de diffuser la bande-annonce du film Videocracy - Basta apparire. Le groupe Mediaset affirme appliquer la par condicio, c'est-à-dire le principe d'impartialité dans le traitement des sujets politiques, affirmation plusieurs fois contestée,.
Un exemple de censure officielle est celle du film d'horreur Morituris de 2011, interdit pour « perversité et sadisme gratuit ».
Des sites internet peuvent être masqués sur demande de l'autorité judiciaire, de la police postale et des communications (via le Centre national pour la lutte contre la pédo-pornographie sur Internet), de l'agence des douanes et des monopoles, ou de l'autorité de la concurrence et du marché. En juillet 2015, on comptait plus de 6 400 sites masqués en Italie. Parmi ces sites, certains proposent du contenu pédophile, d'autres le partage de fichiers aux dépens des droits d'auteur, ou des sites de jeux de hasard qui n'ont pas de licence pour opérer en Italie.